# 親愛なるパパ
『親愛なるパパ』（しんあいなるパパ、イタリア語: Caro papà）は、1979年（昭和54年）製作・公開、ディーノ・リージ監督のイタリア・フランス合作映画である。イタリア式コメディの1作、第32回カンヌ国際映画祭特別招待作品。

## 略歴・概要
本作は、1978年（昭和53年）、ピオ・アンドレッティとアドリアーノ・デ・ミケーリによるイタリアの製作会社ディーン・フィルムが、フランスの映画会社AMLFおよびカナダの製作会社レ・フィルム・プロスペックと提携して製作を開始、同年10月23日 - 同年12月16日にスイスのジュネーヴ、カナダのケベック州モントリオール、イタリアのローマ市内等でのロケーション撮影、同市内のINCIR＝デ・パオリス撮影所でセット撮影を行い、完成した。
1979年4月11日にイタリア国内で公開され、同年5月10日 - 24日に開催された第32回カンヌ国際映画祭コンペティション部門に出品され、パルムドールを競ったが、ステファーノ・マディアが助演男優賞を獲得する結果に終わった。同年のダヴィド・ディ・ドナテッロ賞でヴィットリオ・ガスマンが主演男優賞を獲得した。
日本では、本作に関してはイタリア文化会館等での上映を除いては劇場公開されておらず、2010年9月現在、DVD等のビデオグラムも発売されていない。

## スタッフ・作品データ
- エグゼクティヴプロデューサー : ピオ・アンドレッティ（イタリア語版）、アドリアーノ・デ・ミケーリ（英語版）
- プロデューサー : ジャン＝ピエール・ブールボー、リシャール・エルマン
- 監督 : ディーノ・リージ
- 脚本 : ベルナルディーノ・ザッポーニ（イタリア語版）、マルコ・リージ（イタリア語版）、ディーノ・リージ
- 撮影 : トニーノ・デリ・コリ
- 美術 : ルチアーノ・リッチェリ（イタリア語版） [5]
- 編集 : アルベルト・ガッリッティ（イタリア語版） [6]
- 助監督 : クラウディオ・リージ（イタリア語版）
- 音楽 : マヌエル・デ・シーカ（イタリア語版）

- フォーマット : カラー映画 - ヨーロピアン・ヴィスタサイズ（1.66:1） - ステレオ録音

## キャスト
クレジット順
- ヴィットリオ・ガスマン - Albino Millozza
- アンドレエ・ラシャペル（フランス語版） - Giulia Millozza
- オーロール・クレマン - Margot
- ステファーノ・マディア（イタリア語版） - Marco Millozza
- ジュリアン・ギョマール（フランス語版） - Parrella
- ジョアンヌ・コテ （Joanne Côté） - Laura
- アントニオ・マイモーネ （Antonio Maimone） - Enrico
- アンドリュー・ロード・ミラー （Andrew Lord Miller） - James
- ピエロ・デル・パパ（イタリア語版） - Duilio
- マリオ・ヴェルドン （Mario Verdon） - Ugo
- ドン・アレス （Don Arrès） - Marco
- ジェラール・アルチュール （Gérard Arthur） - Rodolfo
- セルジオ・チュッリ （Sergio Ciulli） - Gianni
- クララ・コロージモ（イタリア語版） - Myrta
- グエン・ドゥオン・ドン （Nguyen Duong Don） - Pierre
- ノラ・エヴァンス （Nola Evans） - Gigi
- ジュゼッペ・フェッラーラ ピノ・フェッラーラ（イタリア語版） - Cesare
- ソニー・フォーブズ （Sonny Forbes） - Dino
- イレアナ・フライア （Ileana Fraia） - Sofia
- テレンス・ヘイグ （Terence Haig） - Nerio
- ドニ・ラロック（英語版） - Mario
- マドレーヌ・パゴー （Madeleine Pageau） - Gina
- ブルーノ・ローザ （Bruno Rosa） - Vittorio
- ロベール・サヴォア（フランス語版） - Jean
- ミラ・スタニック （Mila Stanic） - Tamara
- パット・ディ・スタージオ （Pat Di Stasio） - Marcello
- ピエトロ・トルディ（イタリア語版） - Padre di albino
- ジョゼット・ヴェイヤン （Josette Vaillant） - Marie

## 関連事項
- イタリア式コメディ
- 第32回カンヌ国際映画祭
- ダヴィド・ディ・ドナテッロ賞 （David di Donatello Awards）

## 註
1. 1 2 3 4 5 6  Caro papà, Internet Movie Database （英語）, 2010年9月17日閲覧。
2. 1 2  Caro Papà, allmovie （英語）, 2010年9月17日閲覧。
3. ↑  ディーノ・リージ、キネマ旬報映画データベース、2010年9月17日閲覧。
4. ↑  ディノ・リージ、allcinema ONLINE, 2010年9月17日閲覧。
5. ↑  Luciano Ricceri - IMDb（英語）, 2010年9月17日閲覧。
6. ↑  Alberto Gallitti - IMDb（英語）, 2010年9月17日閲覧。